# 拉埃斯卡拉
拉埃斯卡拉（西班牙語：La Escala）是西班牙加泰罗尼亚赫罗纳省的一个市镇。总面积16平方公里，总人口5823人（2001年），人口密度364人/平方公里。
圣马丁-德安普里亚斯位于此市镇。